# РК Зајечар
Рукометни клуб Зајечар је рукометни клуб из Зајечара, Србија. Клуб је основан 1949, док су се 2008. мушка и женска екипа ујединиле и од тада се такмиче у јединственом клубу „РК Зајечар“.

## Историја
Прва утакмица у великом рукомету у Зајечару одиграна је 26. јула 1949. између домаће екипе Железничара и Железничара из Ниша, у оквиру квалификација за Српску лигу. Резултат у првој утакмици је био 11:5 за Нишлије, а у реваншу у Нишу су поново победили са 10:3, тако да су Зајечарци остали да играју у зонској лиги.
Данашњи мали рукомет у Зајечару се игра од 1955, а код жена од 1956. године. Клуб је највише сезона провео у републичком и савезном рангу, тј. Другој савезној и Међурепубличкој лиги Југославије.
Рукометаши тадашњег „Кристала“ од 1984. до 1987. играли су три сезоне у Првој савезној лиги Југославије, а поново су у Првој лиги играли у сезони 1989/90.
Мушка и женска екипа из Зајечара су се 2008. ујединиле и од тада се такмиче у јединственом клубу „РК Зајечар“.
Рукометаши РК Зајечара су у сезони 2008/09. освојили прво место у Другој лиги Србије-група југ и пласирали се у виши ранг, Прву лигу Србије.
Сезона 2011/12. била је веома успешна за РК Зајечар, који је обезбедио пласман у виши ранг, Суперлигу Србије.
За клуб је сезона 2012/13. најуспешнија сезона у клупској историји, у Суперлиги је заузела четврто место, док је на финалном турниру Купа Србије у Панчеву играла финале. У полуфиналу купа Зајечар је направио изненађење и победио тадашњег првака Војводину после седмераца 36:34 (33:33 регуларни део), а у финалу је ипак поражен од Партизана са 30:24.
Августа 2013. објављено је да је РК Зајечар одустао од такмичења у Суперлиги Србије због финансијских проблема.

## Успеси

#### Национална такмичења
- Куп Србије 
  - Финалиста (1): 2012/13.